# Сосновский район (Нижегородская область)
Сосно́вский райо́н — административно-территориальное образование (район) в Нижегородской области России. В рамках организации местного самоуправления ему соответствует Сосновский муниципальный округ (с 2004 до 2022 гг. — муниципальный район).
Административный центр — рабочий посёлок Сосновское.

## География
Расположен на юго-западе области.
Граничит с Павловским, Богородским, Дальнеконстантиновским, Арзамасским, Ардатовским и Вачским районами (муниципальными округами) и Навашинским городским округом.
Ближайшая железнодорожная станция — «Металлист» — находится в 20 километрах от районного центра, в городе Павлово. Расстояние до Нижнего Новгорода по автомагистрали составляет 98 километров. Район разделён на городское поселение рабочий посёлок Сосновское и 10 сельских поселений (сельсоветов), в которые входят 67 сельских населённых пунктов.
Климатические условия Сосновского района в целом соответствуют среднеобластным значениям. Климат района — умеренно континентальный. Климатические условия благоприятны для здоровья человека и способствуют возделыванию большинства сельскохозяйственных культур, распространенных в средней полосе европейской части страны.
Площадь района — 1170,56 км².

## История
До конца XV века территория района была покрыта лесами и практически не заселена людьми. В густых лесах находили себе пристанище только беглые люди, преследуемые по Судебнику 1497 года, которые не могли открыто основывать поселения.
Во второй половине XVI века в низовьях Оки и в Поволжье начинается усиленное освоение новых земель и в то же время закладываются села и деревни нынешнего Сосновского района, Однако так называемые черемисские войны 70 — 80-х годов XVI века привели к запустению селений района.
К началу XVII века «государево бортное село Сосновское» осваивает кузнечное дело, затем на протяжении двух столетий — металлообработку.
К концу XVIII века мизерные наделы малоплодородных подзолистых, суглинистых и песчаных почв не могли уже прокормить местное население, оно было вынуждено заняться металлообрабатывающими промыслами или уходить на заработки в другие места. Выбор промысла был определён следующими обстоятельствами:
- единственный природный ресурс, имевшийся в достатке, — лес давал древесный уголь, который легко можно было выменять на железо;
- близость села Павлова-на-Оке с развитой торговлей обеспечивала сбыт продукции;
- фабрично-заводская промышленность России в то время не занималась выпуском металлоизделий для населения (ножей, топоров, серпов, ножниц, подков, замков и т. д.), эта рыночная ниша осваивалась кустарями;
- постоянный спрос на напильники со стороны местных лесопромышленников способствовал развитию напилочного производства.

Во второй половине XIX века 10 из 13 селений Сосновской волости были заняты промыслами. Высококачественные напильники, изготовленные из английской и германской стали, были удостоены в 1889 году Почетного отзыва на Всемирной Парижской выставке. В 1916 году сосновскими кустарями была организована первая кустарная артель, до этого кустари трудились на фабриках братьев Первовых (село Павлово-на-Оке).
В 1918 году все фабрики района были национализированы. С началом НЭПа в Сосновском районе возрождается частно-предпринимательская и артельная деятельность, которая была прекращена в середине 50-х годов и возобновлена в начале 90-х годов XX века.
Сосновский район образован в 1935 году путём выделения из Павловского района. До 1929 года существовала Сосновская волость Горбатовского уезда. Центр — посёлок городского типа Сосновское, основанный в XVI веке, статус рабочего поселка получил в 1938 году.
17 мая 1962 года Сосновский район был упразднён, а его территория передана в Вачский и Павловский районы. 13 января 1965 года район был восстановлен.
Переход района на работу в рыночных условиях практически не изменил народнохозяйственные пропорции и специализацию. Остаётся довольно-таки высоким уровень интегрированности металлообрабатывающих предприятий в общероссийскую экономику. Ведущую роль в экономике района, как и прежде, играет металлообработка. Второстепенную роль из-за отсутствия плодородных земель занимает агропромышленный комплекс.
Сегодня Сосновский район — территория, представляющая собой сеть металлообрабатывающих промышленных предприятий. Отличительными особенностями района, с точки зрения инвестиционной привлекательности, являются:
- выгодное географическое положение: небольшая удаленность от Нижнего Новгорода и близость к индустриальному городу Павлово-на-Оке;
- развитие транспортной сети, близость к железнодорожной станции, находящейся в Павлово-на-Оке (в 20 км), близость к водному транспорту (в Павлово-на-Оке), устойчивое автомобильное сообщение;
- наличие сырьевых ресурсов; более 50 % территории района составляют лесные массивы, большой запас торфа, который можно использовать как удобрение и топливо, есть песчаные карьеры, используемые в строительстве.

## Население
| 1939    | 1959    | 1970    | 1979    | 1989    | 2002    | 2008    | 2009    | 2010    |
| ------- | ------- | ------- | ------- | ------- | ------- | ------- | ------- | ------- |
| 48 544  | ↘37 477 | ↘34 883 | ↘29 501 | ↘25 513 | ↘21 923 | ↘19 986 | ↘19 643 | ↘19 546 |
| 2011    | 2012    | 2013    | 2014    | 2015    | 2016    | 2017    | 2018    | 2019    |
| ↘19 504 | ↘19 343 | ↘19 014 | ↘18 896 | ↘18 686 | ↘18 407 | ↘18 118 | ↘17 924 | ↘17 763 |
| 2020    | 2021    |         |         |         |         |         |         |         |
| ↘17 641 | ↘16 578 |         |         |         |         |         |         |         |

Населённые пункты в районе размещены неравномерно, основная их концентрация приходится на северо-запад района, ближе к Павловскому району.
Плотность населения составляет 14.16 человека на км2.
На протяжении ряда лет наблюдается естественная убыль населения района, которая, видимо, будет сохраняться и в последующие годы.

### Урбанизация
Городское население (рабочий посёлок Сосновское) составляет 51,01 % от всего населения района.

## Административно-муниципальное устройство
В Сосновский район, в рамках административно-территориального устройства области, входят 9 административно-территориальных образований, в том числе 1 рабочий посёлок и 8 сельсоветов.
| № | Административно- территориальное образование | Административный центр     | Количество населённых пунктов | Население (чел.) | Площадь (км²) |
| - | -------------------------------------------- | -------------------------- | ----------------------------- | ---------------- | ------------- |
| 1 | Рабочий посёлок Сосновское                   | рабочий посёлок Сосновское | 1                             | ↗8456            | 13,14         |
| 2 | Виткуловский сельсовет                       | село Виткулово             | 10                            | ↘1819            | 100,53        |
| 3 | Давыдковский сельсовет                       | село Давыдково             | 3                             | ↘649             | 26,74         |
| 4 | Елизаровский сельсовет                       | село Елизарово             | 11                            | ↘1557            | 117,08        |
| 5 | Крутецкий сельсовет                          | село Крутые                | 10                            | ↘1054            | 119,17        |
| 6 | Панинский сельсовет                          | село Панино                | 7                             | ↘498             | 73,38         |
| 7 | Рожковский сельсовет                         | село Лесуново              | 9                             | ↘1078            | 309,85        |
| 8 | Селитьбинский сельсовет                      | село Селитьба              | 2                             | ↘799             | 145,83        |
| 9 | Яковский сельсовет                           | село Яковское              | 13                            | ↘668             | 264,83        |

Первоначально на территории Сосновского района к 2004 года выделялись 1 рабочий посёлок и 10  сельсоветов. В рамках организации местного самоуправления в 2004—2009 гг. в существовавший в этот период Сосновский муниципальный район входили соответственно 11 муниципальных образований, в том числе 1 городское и 10 сельских поселений. В 2009 году были упразднены 2 сельсовета: Барановский (включён в Яковский сельсовет), Венецкий (включён в Рожковский сельсовет). Законом от 12 апреля 2022 года Сосновский муниципальный район и все входившие в его состав поселения были упразднены и объединены в Сосновский муниципальный округ.

## Населённые пункты
В Сосновском районе 66 населённых пунктов, в том числе посёлок городского типа (рабочий посёлок) и 65 сельских населённых пунктов.
| №  | Населённый пункт | Тип             | Население | Административно- территориальное образование |
| -- | ---------------- | --------------- | --------- | -------------------------------------------- |
| 1  | Андреевка        | деревня         | ↘6        | Крутецкий сельсовет                          |
| 2  | Бараново         | село            | ↘392      | Яковский сельсовет                           |
| 3  | Батманово        | деревня         | ↘41       | Виткуловский сельсовет                       |
| 4  | Батуриха         | деревня         | ↘83       | Яковский сельсовет                           |
| 5  | Богданово        | деревня         | ↘218      | Елизаровский сельсовет                       |
| 6  | Боловино         | деревня         | ↘38       | Крутецкий сельсовет                          |
| 7  | Большие Гривы    | деревня         | ↘94       | Елизаровский сельсовет                       |
| 8  | Бочиха           | село            | ↘39       | Селитьбинский сельсовет                      |
| 9  | Венец            | село            | ↘333      | Рожковский сельсовет                         |
| 10 | Вилейка          | деревня         | ↘82       | Рожковский сельсовет                         |
| 11 | Виткулово        | село            | ↘557      | Виткуловский сельсовет                       |
| 12 | Волчиха          | деревня         | ↘220      | Виткуловский сельсовет                       |
| 13 | Глядково         | село            | ↘87       | Виткуловский сельсовет                       |
| 14 | Горки            | деревня         | ↘6        | Яковский сельсовет                           |
| 15 | Давыдково        | село            | ↘701      | Давыдковский сельсовет                       |
| 16 | Драчево          | деревня         | ↘13       | Яковский сельсовет                           |
| 17 | Елизарово        | село            | ↘1082     | Елизаровский сельсовет                       |
| 18 | Залесье          | деревня         | ↘54       | Рожковский сельсовет                         |
| 19 | Захарово         | деревня         | ↘25       | Яковский сельсовет                           |
| 20 | Золино           | село            | ↘13       | Елизаровский сельсовет                       |
| 21 | Искадьево        | деревня         | ↘8        | Яковский сельсовет                           |
| 22 | Кайдалово        | деревня         | ↘84       | Елизаровский сельсовет                       |
| 23 | Калиновка        | деревня         | ↘18       | Елизаровский сельсовет                       |
| 24 | Каргашино        | деревня         | ↘11       | Панинский сельсовет                          |
| 25 | Клещариха        | деревня         | ↘63       | Елизаровский сельсовет                       |
| 26 | Красное          | деревня         | ↘3        | Яковский сельсовет                           |
| 27 | Крутые           | село            | ↘259      | Крутецкий сельсовет                          |
| 28 | Лачиново         | деревня         | ↘5        | Виткуловский сельсовет                       |
| 29 | Леонтьево        | деревня         | 0         | Панинский сельсовет                          |
| 30 | Лесуново         | село            | ↘372      | Рожковский сельсовет                         |
| 31 | Леухово          | деревня         | ↘12       | Крутецкий сельсовет                          |
| 32 | Лушниково        | деревня         | ↘0        | Яковский сельсовет                           |
| 33 | Макасово         | деревня         | ↘418      | Виткуловский сельсовет                       |
| 34 | Малахово         | деревня         | ↘504      | Елизаровский сельсовет                       |
| 35 | Малые Гривы      | деревня         | ↘49       | Елизаровский сельсовет                       |
| 36 | Марфино          | деревня         | ↘39       | Рожковский сельсовет                         |
| 37 | Маслёнка         | деревня         | ↘23       | Крутецкий сельсовет                          |
| 38 | Матюшево         | село            | ↘85       | Крутецкий сельсовет                          |
| 39 | Меледино         | деревня         | ↘20       | Панинский сельсовет                          |
| 40 | Михайловка       | деревня         | →4        | Рожковский сельсовет                         |
| 41 | Муханово         | деревня         | ↘62       | Давыдковский сельсовет                       |
| 42 | Настино          | село            | ↘44       | Елизаровский сельсовет                       |
| 43 | Николаевка       | село            | ↘141      | Рожковский сельсовет                         |
| 44 | Никулино         | деревня         | ↘12       | Давыдковский сельсовет                       |
| 45 | Новинки          | деревня         | ↘18       | Виткуловский сельсовет                       |
| 46 | Озерки           | деревня         | ↘8        | Панинский сельсовет                          |
| 47 | Ольгино          | деревня         | ↘41       | Рожковский сельсовет                         |
| 48 | Панино           | село            | ↘353      | Панинский сельсовет                          |
| 49 | Пашигорьево      | село            | ↘15       | Яковский сельсовет                           |
| 50 | Пияичное         | деревня         | ↘45       | Яковский сельсовет                           |
| 51 | Полянское        | деревня         | ↘3        | Яковский сельсовет                           |
| 52 | Рагозино         | деревня         | ↘167      | Панинский сельсовет                          |
| 53 | Рожок            | село            | ↘484      | Рожковский сельсовет                         |
| 54 | Рыльково         | деревня         | ↘278      | Крутецкий сельсовет                          |
| 55 | Селитьба         | село            | ↘1047     | Селитьбинский сельсовет                      |
| 56 | Сергейцево       | деревня         | ↘51       | Виткуловский сельсовет                       |
| 57 | Сиуха            | деревня         | ↘365      | Крутецкий сельсовет                          |
| 58 | Созоново         | село            | ↘281      | Виткуловский сельсовет                       |
| 59 | Сосновское       | рабочий посёлок | ↗8456     | рабочий посёлок Сосновское                   |
| 60 | Стечкино         | деревня         | ↘200      | Крутецкий сельсовет                          |
| 61 | Сурулово         | село            | ↘372      | Виткуловский сельсовет                       |
| 62 | Турково          | деревня         | ↘23       | Яковский сельсовет                           |
| 63 | Филюково         | деревня         | ↘218      | Панинский сельсовет                          |
| 64 | Шепелево         | деревня         | ↘6        | Елизаровский сельсовет                       |
| 65 | Шишово           | деревня         | ↘110      | Крутецкий сельсовет                          |
| 66 | Яковское         | село            | ↘395      | Яковский сельсовет                           |

## Экономика района

### Промышленность
Основу экономики района составляет промышленность, представленная следующими отраслями: металлообработка и машиностроение, химическая, пищевая.
Отраслевая структура промышленности
|                                     | Доля отраслей промышленности в общем объёме производства, в % |
| ----------------------------------- | ------------------------------------------------------------- |
| Все отрасли промышленности, из них: | 100                                                           |
| машиностроение и металлообработка   | 74                                                            |
| химическая                          | 21                                                            |
| пищевая                             | 4                                                             |
| прочие                              | 1                                                             |

Наибольший удельный вес в отраслевой структуре промышленности приходится на предприятия отрасли машиностроения и металлообработки: 74 % — ОАО «Металлист» (находится на грани закрытия), ОАО «Старт», ОАО «Заря», ООО «Автокомплект», ООО «Сосновскавтопласт», 21 % приходится на ОАО «Сосновскагропромтехника».
Промышленное производство в районе формирует около 85 % от валового внутреннего продукта района.
В сфере промышленного производства Сосновского района сконцентрировано около 58 % от общего числа людей, занятых в экономике района и составляет 4500 человек.
Основными градо- и бюджетообразующими предприятиями района являются ОАО «Металлист» (посёлок городского типа Сосновское), ОАО «Сосновскагропромтехника» (посёлок городского типа Сосновское), ОАО «Старт» (село Елизарово), ОАО «Заря» (село Давыдково), где трудится около 50,8 % от общего числа занятых в экономике района.
Около 90 % всей промышленной продукции и 2/3 всех налоговых поступлений в местный бюджет приходится на градо- и бюджетообразующие предприятия района.
Лидирующее положение в экономике Сосновского района занимает ОАО «Металлист» (специализируется по производству металлорежущего инструмента, товаров для быта и обслуживания радио-, авто- и сантехники). Выпускаемые предприятием инструменты совершенны по конструкции, имеют широкую гамму и изготовлены из инструментальных сталей.
Удельный вес продукции, выпускаемой ОАО «Металлист», составляет 52,8 % в общем объёме промышленного производства.
Другое крупное предприятие района — ОАО «Сосновскагропромтехника»". Предприятие многопрофильное, с освоением отливки пластмассовых деталей для ОАО «ГАЗ» акционерное общество превратилось в химическое предприятие и по объёму реализации продукции вышло на второе место в районе.
Третье место по объёму выпуска продукции занимает ОАО «Старт». Предприятие специализируется на выпуске замочных изделий.
На протяжении всего времени существования Давыдковский завод «Заря» осваивал и производил традиционные виды изделий — металлохозяйственные товары народного потребления: ножи складные, ножи, вилки, ложки столовые, буфетные принадлежности, ножницы. В условиях рыночной экономики, в результате резкого падения спроса на металлохозяйственные изделия, ОАО «Заря» перепрофилировало своё производство на изготовление комплектующих деталей для автомобилей ОАО «ГАЗ».
Промпредприятия района принимают участие в региональной программе «Нижегородский автомобиль». В условиях рыночной экономики дальнейшее развитие промышленных предприятий района, перспективы их развития связаны с интеграцией с ОАО «ГАЗ».

### Сельское хозяйство
Сельским хозяйством в районе занимаются восемь сельхозпредприятий, подсобные хозяйства предприятий и школ, а также домашние хозяйства.
Сельхозпредприятия района ориентированы на производство животноводческой и растениеводческой продукции в равной мере. Так, по итогам работы 2002 года в общем объёме валовой продукции производство животноводческой продукции составляет 45,4 %, растениеводства — 54,6 %.
В сельскохозяйственном производстве занято около 575 человек. Это — 7,4 % общего числа занятых в экономике района.

## Ресурсы

### Земельные ресурсы
Географическое положение района с давних пор благоприятствовало его развитию. Единственным существенным минусом служит низкое качество почв и геологическое строение. Расположенные за Перемиловскими горами, абсолютные высоты поверхности района в большинстве своём достигают не более 120—170 метров над уровнем моря. Однако близко к поверхности залегают гипсы, которые сильно подвержены растворяющему действию подземных вод и вызывают карстовые (провальные) явления. Отложения пермского периода и последующих времён сформировали почвы района, где преобладают дерново-подзолистые, которые по механическому составу делятся на супесчаные (иловато-песчаные) и песчаные. Эти почвы бесструктурны, бедны микроэлементами и нуждаются во внесении удобрений под посевы.
Запасы гумуса в целинных почвах составляют 1,64 %. Вода плохо удерживается, и растения в летнее время страдают от её недостатка. Такие почвы требуют значительного окультуривания, но этому мешают плохие физические свойства (высокое содержание камней и пр.).
В Сосновском районе встречаются также более плодородные светло-серые лесные почвы, по механическому составу легко— и среднесуглинистые, с содержанием гумуса не более 3 %.

### Минеральные ресурсы
На территории Сосновского района имеются промышленные запасы глин для строительной керамики. Кроме того, возможно выявление карбонатных пород. Имеются небольшие запасы торфа.

### Лесные ресурсы
Общая площадь лесов Сосновского района составляет 72800 гектар, из которой покрыто лесом — 58300 гектар. Лесистость района (отношение площади лесных земель к общей площади территории района) составляет 62,2 %. В основном преобладают сосновые и сосново-еловые леса, но ближе к Павловскому району распространены широколиственные дубравы.
Леса 1 группы занимают 24800 гектар, 2 группы — 33500 гектар. Запас спелой древесины определён в 1200000 м3, из них хвойных — 538800 м3. Расчётная лесосека составляет 55500 м3, в том числе 13500 м3 хвойных пород.

### Водные ресурсы
На территории района протекает одна из интереснейших рек Правобережной области — Серёжа, которая берёт начало в Перевозском районе. Сама река и её притоки создают неповторимый по красоте уголок среднерусской природы. Другая река — Кишма — небольшой приток Оки длиной 71 километр.
Кроме рек, в районе имеются озёра карстового происхождения. Самые крупные из них — Большое и Большая Унзовка расположены в лесной части бассейна Серёжи близ с. Бочихи. Есть на территории района небольшие, но не уступающие по красоте озёра — Родионово и Рой, имеющие большое рекреационное значение.
Однако основными источниками водоснабжения района являются подземные воды.

## Транспорт
Единственным видом транспорта, связывающим район с другими городами и районами области, является автомобильный. Протяженность автомобильных дорог с твердым покрытием в районе составляет 183 километров.
В районе автомобильными перевозками занимается МУП Сосновское ПАП и ЧП Горшков М. В., ЧП Корнилов А. В.
Автопарк предприятия насчитывает 24 единицы, в том числе грузовых — 3 единицы, автобусов — 19 единиц, легковых — 2 единицы.
Общая протяженность автобусных маршрутов, проходящих по территории района, составляет 210,6 километра.

## Культура и образование
В системе народного образования работает 18 детских дошкольных учреждений (13 — в сельской местности) на 1215 мест. Охват детскими дошкольными учреждениями (ДОУ) детей в возрасте 1-6 лет составляет 64 %.
На 100 детей дошкольного возраста в ДОУ приходится 98 мест.
Кроме того, на территории района действует детский дом на 25 мест. Дети в детском доме — в основном из Сосновского района.
Образовательный комплекс Сосновского района включает в себя систему общеобразовательных учреждений; 23 средние школы (21 — в сельской местности).
Имеется профессиональное училище.
В районе функционируют детские музыкальные и художественные школы, открыт филиал Нижегородской сельскохозяйственной академии.
Культура и спорт
Сеть культурных учреждений Сосновского района составляет: 26 клубных учреждений, кроме того
- 2 — ведомственные;
- 21 библиотека, в том числе
  - 20 — муниципальных;
- краеведческий музей.

В районе функционирует 19 спортивных залов, спорткомплекс и стадион. Работает детско-юношеская спортивная школа (направления: волейбол, футбол, лыжи). С детьми и молодёжью, кроме школ, занимаются детский дом творчества, атлетический клуб (улица Крупской).

## Лечебные учреждения
Медицинское обслуживание населения оказывает районная больница на 250 койко-мест, Елизаровская и Рожковская участковые больницы, действует 2 аптеки и 5 торговых аптечных точек. Амбулаторно-поликлинических учреждений — 5, с мощностью посещения — 410 в смену.
В районе работает 58 врачей и 235 человек среднего медицинского персонала. Численность врачей на 10 тыс.человек населения составляет 25 человек, численность среднего медицинского персонала — 104 человека.

## Религия
В подавляющем большинстве население Сосновского района является православным. Всего в районе насчитывается пять действующих церквей; три в сельской местности (село Селитьба, Лесуново, Панино) и две в посёлке Сосновское.

## Люди, связанные с Сосновским районом
- Ванякин, Алексей Васильевич  (1910—1990) — советский военачальник, генерал-майор инженерных войск, единственный в СССР офицер награждённый  орденом Кутузова I степени в звании подполковника. Родился в дер.  Боловино.
- Орлов Иван Иванович (1861—1926) — изобретатель машины и способа печати бумажных денег.
- Суслова Надежда Прокофьевна (1843—1918) — первая в России женщина-врач. (село Панино).
- Пугин Николай Андреевич — президент ОАО «ГАЗ», министр автомобильной промышленности СССР (1986), министр автомобильного и сельскохозяйственного машиностроения СССР (1988) (деревня Муханово).
- Рогов Иван Михайлович (1913—1942) — русский советский поэт (д. Леонтьево).
- Устинов Евгений Алексеевич (род. 1960) — начальник штаба — первый заместитель командующего ВДВ России, генерал-полковник. Родился в дер. Кайдалово.